# Termesinis
Els termesinis (Thermesiini) són una tribu de lepidòpters ditrisis de la família dels erèbids (Erebidae), subfamília Erebinae.

## Gèneres
- Ascalapha
- Hemeroblemma
- Latebraria
- Letis
- Thysania